# Prostitution au Chili
La prostitution au Chili est légale, soumise à la réglementation, mais les activités connexes telles que la tenue de lupanars et le proxénétisme sont interdites,,. Plusieurs centaines de femmes ont été enregistrées comme prostituées auprès du Service national de santé.
Bien qu'illégaux, des bordels sont installés dans les régions les plus reculées du Chili dans les ports, les villes minières, les zones d'exploitation forestière ou partout où des hommes travaillent loin de chez eux.

## Situation juridique
La promotion et la facilitation (proxénétisme et publicité) de la prostitution sont interdites, ainsi que tout ce qui concerne les moins de 18 ans (bien que l'âge du consentement sexuel pour les actes consensuels et non commerciaux pour les hétérosexuels soit de 14 ans). Jusqu'en 1998, la prostitution homosexuelle masculine était interdite car la sodomie était considérée comme un crime à l'article 365 du Code pénal.
Le même code, aux articles 373 et 495, sanctionne les «atteintes à la modestie, à la morale et aux bonnes manières», qui s’applique à ceux qui accomplissent en public des actes sexuels de toute nature, qu’ils aient ou non un but commercial. Cependant, la prostitution peut être un facteur aggravant de l'ordre public, selon les critères des carabineros. Cependant, la police retient souvent des prostituées (généralement à la suite de plaintes déposées par des habitants du quartier) pour "délits contre les bonnes mœurs", ce qui peut entraîner une amende de 50 000 pesos ou cinq jours de prison.
Le Code sanitaire fait référence à la prostitution au paragraphe II des maladies vénériennes, qui interdit spécifiquement les bordels, mais légitime l'existence de la prostitution.
La loi chilienne oblige les professionnel(le)s du sexe à s'inscrire au registre de la santé du ministère de la Santé (Minsal) et à se soumettre régulièrement à des examens médicaux. Le règlement sur les infections sexuellement transmissibles et les directives de prise en charge et de traitement du Minsal comprennent des sections spécifiques sur les professionnel(le)s du sexe.
Les travailleurs du sexe ont signalé que la loi n'est souvent pas appliquée et qu'il y a corruption au sein de la police.

## Trafic sexuel
La plupart des victimes de la traite des êtres humains sont des femmes et des mineurs victimes de la traite interne à des fins d'exploitation sexuelle. Les femmes et les filles chiliennes répondent à de fausses offres d'emploi et sont ensuite soumises à la prostitution forcée. Les victimes sont également trafiquées depuis le Chili vers l'Argentine, le Pérou, la Bolivie, les États-Unis, l'Europe et l'Asie. Des femmes étrangères de République dominicaine, d'Haïti, d'Équateur, de Colombie et du Paraguay, en plus de pays asiatiques comme la Chine, sont attirées au Chili avec des offres d'emploi frauduleuses et ensuite contraintes à la prostitution.
Le Bureau de surveillance et de lutte contre la traite des personnes du département d'État des États-Unis classe le Chili comme un pays de « niveau 1 ».

## Prostitution enfantine
Inciter un mineur (de moins de 18 ans) à avoir des relations sexuelles en échange d'argent ou d'autres faveurs est illégal. Les peines vont de trois à 20 ans de prison et une amende de 520 000 pesos selon l'âge du mineur. Une brigade de police chargée des crimes sexuels a été spécifiquement chargée d’enquêter et de poursuivre les affaires de pédophilie et de pédopornographie.
En 2003, le Gouvernement chilien a estimé qu'environ 3 700 enfants étaient impliqués dans une forme quelconque d'exploitation sexuelle commerciale ; en 1999, l'UNICEF a augmenté cette estimation du nombre d'enfants prostitués, estimant qu'il y avait environ 10 000 enfants de 6 à 18 ans impliqués dans la prostitution dans le pays.
Arturo Herrera, directeur de la police d'enquête du PDI du Chili, a démissionné en 2009 à la suite d'un scandale dans lequel des policiers étaient impliqués dans un réseau de prostitution d'enfants. Il a été allégué que la police avait reçu un paiement sous forme de relations sexuelles avec des filles droguées en échange de la protection de deux bordels à Valparaiso gérés par Carlos Parra Ruis.